# Mala Kosnica
Mala Kosnica is een plaats in de gemeente Velika Gorica in de Kroatische provincie Zagreb. De plaats telt 58 inwoners (2001).